# Remeți
Remeți es una comuna ubicada en el distrito de Maramureș, Rumania.

## Superficie
Cuenta con una superficie de 68,31 kilómetros cuadrados.

## Demografía
Hasta 2021 la población era de 2981 habitantes, con una densidad de población de 43,64 habitantes por kilómetro cuadrado.